# Anatole agave
Anatole agave är en fjärilsart som beskrevs av Frederick DuCane Godman och Osbert Salvin 1886. Anatole agave ingår i släktet Anatole och familjen Riodinidae. Inga underarter finns listade i Catalogue of Life.